# خوسيه بارييرو
كان خوسيه ماريا بارييرو (بالإسبانية: José Barreiro)‏ لاعبًا ومدرب كرة قدم أرجنتينيًا. وُلد عام 1920. كان يلعب في مركز المهاجم. وتُوفي عام 2000.

## حياته المهنية
بدأ مسيرته الكروية في فرق الناشئين لنادي أتليتكو بوكا جونيورز، في 1938، لعب لنادي اتليتكو بوكا خونيورز أحد أندية الدرجة الخامسة، بجانب ناتاليو بيسيا وكبار لاعبي كرة القدم الأرجنتينيين الآخرين. بعد ذلك، وبسبب عدم أخده بعين الاعتبار من قبل المدرب، غادر بارييرو بوكا خونيورز.
وبهذه الطريقة، بدأ خوسيه بارييرو حياته المهنية كلاعب محترف في نادي تشاكاريتا خونيورز أحد أندية الدرجة الثانية عام 1941. في 1942، تم تصعيد فريق تشاكريتا من نادي درجه ثانية لدرجه أولي وأثبت نفسه كمهاجم.

في 1944، انتقل الي نادي راسينج و استمر مع النادي لمده موسمين فقط، ثم عاد إلي تشاكاريتا في 1946 ليتم نقله بعد ذلك الي نادي استوديانتس دي لا بلاتا في موسم 1948، وظل في أستوديانتس حتي موسم 1952. في عام 1951، كان جزء من الفريق الذي هزم فريق فيليز في انتصار تاريخي: بنتيجه 7-0، حيث سجل بارييرو هدفين في هذه المباراة. في عام 1953، عاد إلي تشاكاريتا، حيث انهى مسيرته الكرويه كلاعب في 1956. هو ينتمي إلى عائله اللاعبين المحترفين التاليين: باستور أوزفالدو بارييرو وماكسيميليانو بارييرو بالاضافه إلي ذلك الكاتب أوليسيس باستور باريير وطوال مسيرته كلاعب لعب 289 مباراة، سجل 75 هدف. في 1957، بدأ حياته المهنية كمدرب في سان لورينزو دي الماجرو عام 1959 شكل فريقا رائعا، توج بطلا قبل خمس جولات من نهايه البطولة في تكريمه احتفل وغني مشجعو سان لورينسيتا 
| خوسيه بارييرو | والآن تراه، الآن تراه أنه فريق خوسيه | خوسيه بارييرو |

 وظل هذا الهتاف لمدة سبع سنوات، ثم بعد ذلك تم تخصيصها لمشجعي نادي راسينج.
في 1959، نظرا لنجاحه كمدرب، بارييرو تم استدعاءه لقياده المنتخب الأرجنتيني في كأس كوبا أمريكا برفقه خوسيه ديلا توري وفيكتوريو سبينيتو شكل هذا الثلاثي فريق مكون من لاعبي راسينج، فائزون بالكأس دون هزيمة بخمس مباريات وتعادل واحد ضد بطل العالم في ذلك الوقت منتخب البرازيل. في 1960، بعد أن قاد سان لورينزو إلى النصف النهائي في كوبا ليبرتادورس في دورته الأولى، التي هزم فيها هزيمة ثلاثية دراماتيكية في مباراة ضد بنيارول في مونتيفيديو، غادر بارييرو نادي سان لورينزو ومع ذلك، تم دعوته مرتين أخرتين من نادي سان لورينزو في (1963- 1964) وفي (1966-1967) وفي هذه السنوات، كون بارييرو التشكيلة الأساسية للفريق الذي توج باللقب في 1968. لوس كاراسوسياس هو الاسم الذي أطلق على فريق 1964؛ حيث جمع بارييرو أربعة من لاعبي الأكاديمية الذي قدموا مسيرة كروية فريدة داخل سان لورينزو: نارسيسو هوراسيو دوفال، فرناندو خوسيه أريان، فيكتوريو فرانسيسكو كاسا، خوان كارلوس كاروتي وهيكتور فيرا
قاد في سان لورينزو 221 مباراة وهذا بعد رحيل هيكتور فييرا بارييرو هو المدير الفني الذي قاد الكثير من المباريات لنادي المارجو.كان المدير الفني لنادي تيجر في 1968. قاد عشره لقاءات في نادي فيكتوريا بصفته المدير الفني لسان لورينزو، في فترة لوس كاراسوسياس قال اقتباسه الشهير الذي يعبر عن الإيجابية وهو: "اللاعبون الذين لا يبتسمون بوجوههم، لا يبتسمون باقدامهم". ترك النشاط الكروي للتفرغ من أجل التركيز على تدريب اللياقة البدنية للشباب انتهى بكونه معلم تربية رياضية في المدارس الثانوية في مدينة بوينوس ايرسمتذكرا الوقت الذي قضاه في هيبوليتو فييتيس التجاري في كاباليتو في الثمانين من عمره أصيب بالسكتة الدماغية، بعد ذلك عاش في لوس بولفورينيس، في حي ماريانو مورينو هنا تم مقابلته في مقابلة لا تنسى مع الصحفي خوان كارلوتتي، حيث سجل حياته المهنية كلها بالتفاصيل عندما كان لاعب ومدير فني أيضا. اكثر ما كان مؤثرا عندما تحدث عن علاقته مع المدرب فييرا "بامبينو" وأوضح: تميز بشكل ملحوظ منذ بدايته في فرق الناشئين، على الرغم من عدم حبه للتدريبات كثيرا وكونه ضمن التشكيلة الأساسية في الفريق الثالث لاحظت انه مضت ايام دون أن يحضر التدريبات ذهبت الى منزله و كان متفاجئ جدا من وجودي لقد تحدثت إليه كثيرا واقنعته وفي اليوم التالي حضر التدريبوبعد فترة قصيرة، ظهر لأول مرة في الفريق الأول وكان قادرًا على التعامل تحت الضغط والمسئولية وكان أدائه متميز بشكل ملحوظ دائما أتذكر هذا الحدث وكان ينظر لي كأنني أبيه"